# Muhammad bin Talal
Muhammad bin Talal (in arabo محمد بن طلال‎?; Amman, 2 ottobre 1940 – Amman, 29 aprile 2021) è stato principe ereditario di Giordania dal 1952 al 1962.

## Biografia

### Formazione
È il figlio del defunto re Talal di Giordania e fratello minore del defunto re Husayn di Giordania.
Il principe Muhammad ha completato gli studi primari presso l'Islamic Scientific College di Amman e poi frequentò il Collège Alpin International Beau Soleil in Svizzera. Poi è andato al Bryanston College nel Regno Unito. Tra il 1956 e il 1957 ha frequentato l'Accademia Militare di Baghdad, dove ha conseguito, nel 1960, il brevetto di pilota privato.

### Carriera
Al suo ritorno in Giordania nel 1958, entrò a far parte dell'esercito giordano e servì nel I reggimento delle Guardie reali prima di diventare aiutante di campo di re Hussein. Nel 1952 venne nominato principe ereditario di Giordania, quando suo fratello maggiore divenne re, carica che ricoprì fino al 1962.
Nel 1971 è stato nominato capo del consiglio dei capi tribù dal re Hussein. Nel 1973, un decreto reale lo investì come rappresentante personale di re Hussein. Ha poi presieduto il comitato supremo per il turismo in Giordania. Fu anche reggente e come capo del consiglio di reggenza in numerose occasioni, in assenza del re. Ha conseguito il grado di generale nelle forze armate giordane.

### Matrimoni
Nel 1964 sposò Firyal Irshaid, figlia del defunto Farid. Ebbero due figli e divorziarono nel 1978.
Sposò, il 28 giugno 1981, Taghrid Majali, figlia del defunto Hazza 'al-Majali, primo ministro della Giordania.

## Discendenza

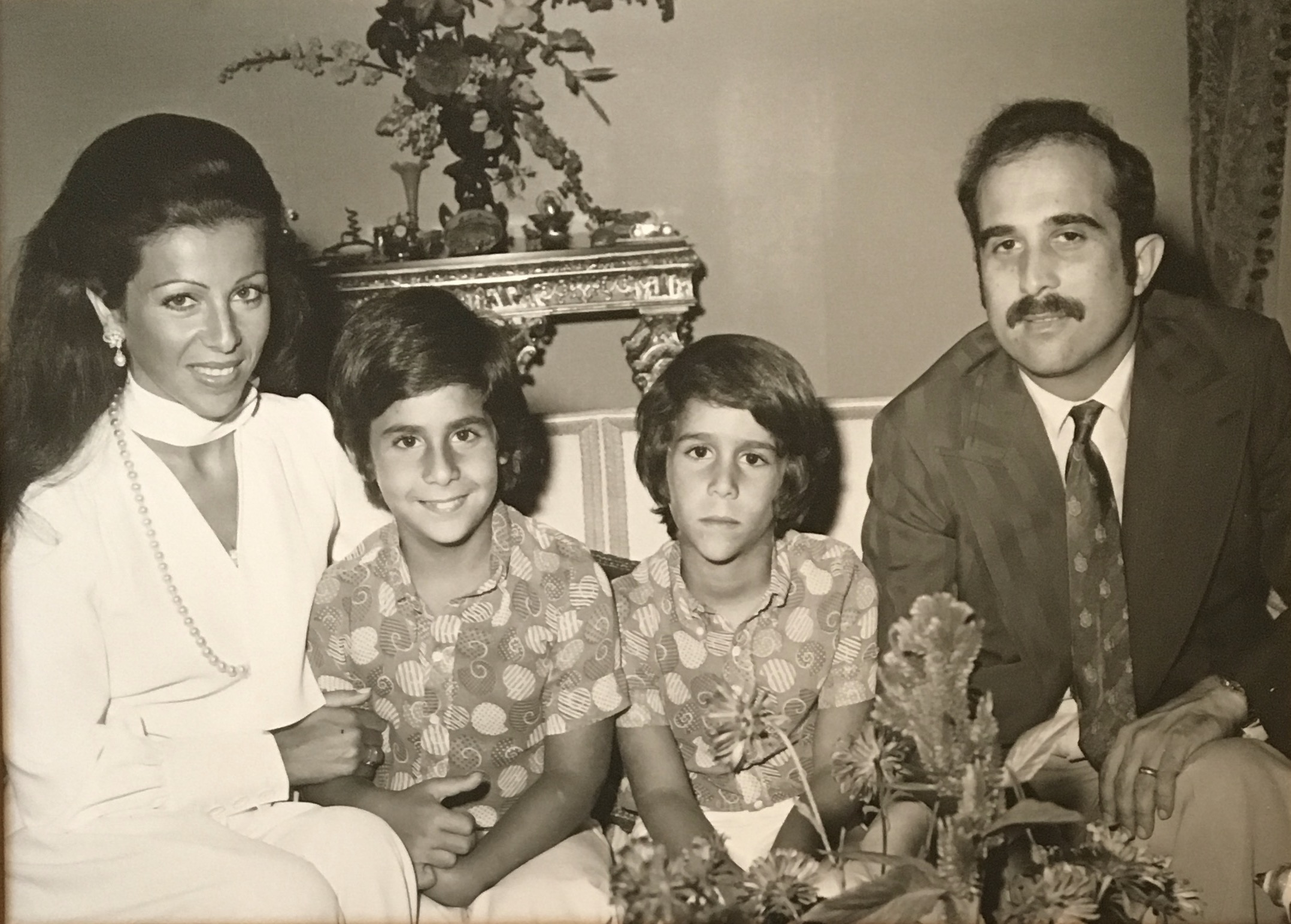
Muhammad con la prima moglie e i due figli

Muhammad bin Talal e Firyal Irshaid ebbero due figli:
- Talal (26 luglio 1965), sposò Ghida Salaam, ebbero tre figli;
- Ghazi (15 ottobre 1966), con la prima moglie Areej Zawawi ebbe quattro figli.

Con la seconda moglie Taghrid Majali adottò una figlia:
- Samiha Al Fayez.

## Ascendenza
|                          |              |                                 | Genitori                        |  |  | Nonni |  |  | Bisnonni          |  |  | Trisnonni              |  |
|                          |              |                                 |                                 |  |  |       |  |  | al-Husayn ibn Ali |  |  | Ali Pasha bin Muhammad |  |
|                          |              |                                 |                                 |  |  |       |  |  | al-Husayn ibn Ali |  |  | Ali Pasha bin Muhammad |  |
|                          |              | Salha bint Gharam al-Shahar     |                                 |  |  |       |  |  | al-Husayn ibn Ali |  |  |                        |  |
| Abd Allah I di Giordania |              |                                 |                                 |  |  |       |  |  | al-Husayn ibn Ali |  |  |                        |  |
|                          |              | Abdiyya bint Abd Allah          | Abdullah Kamil Pasha            |  |  |       |  |  |                   |  |  |                        |  |
|                          |              | Abdiyya bint Abd Allah          | Abdullah Kamil Pasha            |  |  |       |  |  |                   |  |  |                        |  |
|                          |              | Abdiyya bint Abd Allah          | ...                             |  |  |       |  |  |                   |  |  |                        |  |
| Talal di Giordania       |              | Abdiyya bint Abd Allah          |                                 |  |  |       |  |  |                   |  |  |                        |  |
|                          |              | Nasser Pasha                    | Ali bin Mohammed bin Abdul Moin |  |  |       |  |  |                   |  |  |                        |  |
|                          |              | Nasser Pasha                    | Ali bin Mohammed bin Abdul Moin |  |  |       |  |  |                   |  |  |                        |  |
|                          |              | Nasser Pasha                    | ...                             |  |  |       |  |  |                   |  |  |                        |  |
| Musbah bint Nasser       |              | Nasser Pasha                    |                                 |  |  |       |  |  |                   |  |  |                        |  |
|                          |              | Dilber Khanum                   | ...                             |  |  |       |  |  |                   |  |  |                        |  |
|                          |              | Dilber Khanum                   | ...                             |  |  |       |  |  |                   |  |  |                        |  |
|                          |              | Dilber Khanum                   | ...                             |  |  |       |  |  |                   |  |  |                        |  |
| Muhammad bin Talal       |              | Dilber Khanum                   |                                 |  |  |       |  |  |                   |  |  |                        |  |
|                          | Nasser Pasha | Ali bin Mohammed bin Abdul Moin |                                 |  |  |       |  |  |                   |  |  |                        |  |
|                          | Nasser Pasha | Ali bin Mohammed bin Abdul Moin |                                 |  |  |       |  |  |                   |  |  |                        |  |
|                          | Nasser Pasha | ...                             |                                 |  |  |       |  |  |                   |  |  |                        |  |
| Jamil 'Ali bin           | Nasser Pasha |                                 |                                 |  |  |       |  |  |                   |  |  |                        |  |
|                          |              | Dilber Khanum                   | ...                             |  |  |       |  |  |                   |  |  |                        |  |
|                          |              | Dilber Khanum                   | ...                             |  |  |       |  |  |                   |  |  |                        |  |
|                          |              | Dilber Khanum                   | ...                             |  |  |       |  |  |                   |  |  |                        |  |
| Zein al-Sharaf Talal     |              | Dilber Khanum                   |                                 |  |  |       |  |  |                   |  |  |                        |  |
|                          |              | Shakir Pascia                   | Salih Agha                      |  |  |       |  |  |                   |  |  |                        |  |
|                          |              | Shakir Pascia                   | Salih Agha                      |  |  |       |  |  |                   |  |  |                        |  |
|                          |              | Shakir Pascia                   | ...                             |  |  |       |  |  |                   |  |  |                        |  |
| Wijdan Shakir Pasha      |              | Shakir Pascia                   |                                 |  |  |       |  |  |                   |  |  |                        |  |
|                          |              | ...                             | ...                             |  |  |       |  |  |                   |  |  |                        |  |
|                          |              | ...                             | ...                             |  |  |       |  |  |                   |  |  |                        |  |
|                          |              | ...                             | ...                             |  |  |       |  |  |                   |  |  |                        |  |
|                          |              | ...                             |                                 |  |  |       |  |  |                   |  |  |                        |  |

## Titoli e trattamento
- 2 ottobre 1940 - 11 agosto 1952: Sua Altezza Reale, il principe Muhammad di Giordania
- 11 agosto 1952 - 30 gennaio 1962: Sua Altezza Reale, il principe ereditario di Giordania
- 30 gennaio 1962 - 29 aprile 2021: Sua Altezza Reale, il principe Muhammad di Giordania